# Hyloxalus shuar
Espèce
Synonymes
- Colostethus shuar Duellman & Simmons, 1988

Statut de conservation UICN

 NT  : Quasi menacé
Hyloxalus shuar est une espèce d'amphibiens de la famille des Dendrobatidae.

## Répartition
Cette espèce est endémique de l'Équateur. Elle se rencontre dans les provinces de Morona-Santiago, Napo, Tungurahua et Zamora-Chinchipe de 1 272 à 2 370 m d'altitude sur le versant Est du cordillère Orientale.

## Description
Les mâles mesurent de 24,2 à 30,8 mm et les femelles de 25,0 à 3,5 mm.

## Étymologie
Cette espèce est nommée en l'honneur des Shuars.

## Publication originale
- Duellman & Simmons, 1988 : Two new species of Dendrobatid frogs, genus Colostethus, from the Cordillera del Cóndor, Ecuador. Proceedings of the National Academy of Science of Philadelphia, vol. 140, no 2, p. 115-124 (texte intégral).